# Parahovatoma gramreta
Parahovatoma gramreta är en skalbaggsart som först beskrevs av Gilmour 1956.  Parahovatoma gramreta ingår i släktet Parahovatoma och familjen långhorningar. Inga underarter finns listade i Catalogue of Life.